# Ґуне-Острув
Ґуне-Острув (пол. Gunie-Ostrów) — село в Польщі, у гміні Колаки-Косьцельні Замбровського повіту Підляського воєводства.
Населення — 95 осіб (2011).
У 1975-1998 роках село належало до Ломжинського воєводства.

## Демографія
Демографічна структура станом на 31 березня 2011 року:
|          | Загалом | Допрацездатний вік | Працездатний вік | Постпрацездатний вік |
| -------- | ------- | ------------------ | ---------------- | -------------------- |
| Чоловіки | 51      | 8                  | 39               | 4                    |
| Жінки    | 44      | 6                  | 22               | 16                   |
| Разом    | 95      | 14                 | 61               | 20                   |